# Герб Красноярського краю

Герб Красноярського краю

Герб Красноярського краю є символом Красноярського краю. Прийнято 12 лютого 1999 року. 

## Опис
Герб Красноярського краю: у червленому полі поверх лазурового, зміщеного вправо й тонко облямованого золотом стовпа, — золотий лев, що тримає в правій передній лапі золоту лопату, а в лівій — золотий серп. Щит увінчаний п'єдесталом з орденськими стрічками, оточений золотими дубовими листами й кедровими гілками, з'єднаними блакитною стрічкою. 